# Salon international de la caricature, du dessin de presse et d'humour
El Saló Internacional de Caricatura i Humor de Premsa (nom complet Salon international de la Caricature, du Dessin de presse et d'humour depuis l'édition des del 2004) se celebra cada any a Saint-Just-le-Martel (Haute-Vienne). Es dedica, com el seu nom indica, a les vinyetes de premsa, caricatures i còmic d'humor.
La primera mostra es va celebrar de l'1 al 10 d'octubre de 1982. El creador va ser Gérard Vandenbroucke, antic alcalde de Saint-Just. Inicialment instal·lat en una carpa mòbil, la mostra es celebra des de l'any 2011 (per a la 30a edició) en un centre especialment construït, anomenat Espace Loup (nomenat així en honor a un dels primers dibuixants que va anar al saló).